# One Worldwide Plaza
Le One Worldwide Plaza est un complexe composé de deux gratte-ciel à New York, dont la construction s'est achevée en 1989. Il est situé entre la Huitième avenue et la Neuvième Avenue, et entre la 49e et la 50e rue, à l'emplacement du 3e Madison Square Garden.

## Description
Le One Worldwide Plaza est un immeuble de bureaux commerciaux, alors que les bâtiments voisins Two Worldwide Plaza et Three Worldwide Plaza sont essentiellement à vocation résidentielle.
Le One Worldwide Plaza mesure 237 mètres, et compte 49 étages. La surface totale de bureaux commerciaux est de 139,355 m², et le bâtiment compte trois entrées afin de satisfaire au mieux les différents locataires. Le cœur du bâtiment est essentiellement composé de granite et d'un béton préfabriqué, le precast concrete, alors que la façade est composée de briques. Le gratte-ciel est en outre recouvert par un toit en cuivre, baptisé « Diamant de David » (David's Diamond) en l'honneur de son architecte, David Childs, du cabinet d'architectes Skidmore Owings & Merrill. La construction du One Worldwide Plaza fut en outre au cœur d'un feuilleton initié par la BBC et PBS, et baptisé Skyscraper: The Making of a Building: « Gratte-ciel: la construction d'un bâtiment ».
La Worldwide Plaza est composée de trois bâtiments, séparés d'un demi block. La Plaza est un espace vert, situé au centre de l'ensemble, et qui fut accordé par les urbanistes de la ville. La création et la gestion de cet espace public amena à la construction d'étages supplémentaires dans la tour de bureau. La plaza comporte aujourd'hui une quarantaine d'arbres, ainsi que de nombreuses plantations, et le centre de la plaza est mis en valeur par une fontaine, créée par Sidney Simon et baptisée 
« Les quatre saisons » ; cette fontaine est composée de quatre statues féminines, qui tiennent chacune un globe représentant une saison.